# Three Cocks
Three Cocks eller Aberllynfi är en by i Wales i Storbritannien. Den ligger strax söder om Glasbury i kommunen Powys. Närmaste större samhälle är Brecon, 15 km sydväst om Three Cocks.
Det kymriska namnet Aberllynfi kan härledas till vattendraget Afon Llynfi som sammanflödar med Wye utanför byn. Det yngre namnet Three Cocks var namn på ett värdshus som var beläget vid en vägkorsning, senare järnvägsknut. På platsen fanns en station, Three Cocks Junction, som stängdes 1962.

### Fotnoter
1. ↑  Three Cocks hos Geonames.org (cc-by); post uppdaterad 2021-08-08